# Connektor :567:
Connektor :567: – piąty studyjny album węgierskiej grupy muzycznej Tankcsapda, wydany 1 września 1997 roku przez Rózsa Records na MC i CD. Materiał do albumu został nagrany w czerwcu i lipcu 1997 roku w budapeszteńskim Yellow Stúdió. Ponadto do utworów "Kicsikét" i "Kérdezz" zostały nagrane teledyski. Album zajął pierwsze miejsce na liście Top 40 album- és válogatáslemez-lista. Album wywołał mieszane reakcje w mediach: magazyn "Megminden" chwalił album za dobre dźwięki, natomiast "Wanted" krytykował płytę za słabe teksty i odejście zespołu od stylu Motörhead prezentowanego na poprzednich albumach.

## Lista utworów
Źródło: discogs.com
1. "Vezér" (3:09)
2. "Bárány" (4:22)
3. "Sztyuárdesz" (2:40)
4. "Vonat" (1:35)
5. "Múlik" (4:47)
6. "Disco" (2:42)
7. "Forrás" (5:24)
8. "Boka" (3:53)
9. "Rio" (2:55)
10. "Kicsikét" (2:45)
11. "Tavasszal" (4:31)
12. "Kérdezz" (3:36)
13. "Akapulkó" (5:29)

## Wykonawcy
Źródło: tankcsapda.com
- László Lukács – wokal, gitara basowa, instrumenty klawiszowe
- Levente Molnár – gitara, instrumenty klawiszowe
- György Buzsik – perkusja
- Tibor Rostás – inżynier dźwięku, mastering
- László Lukács – teksty
- Pál Juhász – projekt okładki